# Championnat de Biélorussie de hockey sur glace 2023-2024
Saison précédente Saison suivante
La saison 2023-2024 est la 31e saison du Championnat de Biélorussie de hockey sur glace. Il se nomme Ekstraliga. Il compte douze équipes engagées.

## Championnat de Biélorussie

### Format
La saison régulière commence en septembre 2023 et se termine en février 2024. Les douze équipes disputent chacune 52 rencontres.

### Participants
| \| HK Brest HK Homiel HK Nioman Hrodna Metallourg Jlobine HK Lida HK Mahiliow HK Iounost Minsk HK Dynama-Maladetchna Khimik-SKA Navapolatsk HK Lakamativ Orcha HK Chakhtsior Salihorsk HK Vitebsk \| Localisation des clubs engagés dans le championnat. |
| HK Brest HK Homiel HK Nioman Hrodna Metallourg Jlobine HK Lida HK Mahiliow HK Iounost Minsk HK Dynama-Maladetchna Khimik-SKA Navapolatsk HK Lakamativ Orcha HK Chakhtsior Salihorsk HK Vitebsk                                                           |

| Équipe                  | Ville       | Patinoire                                         | Capacité |
| ----------------------- | ----------- | ------------------------------------------------- | -------- |
| HK Brest                | Brest       | Palais des glaces de Brest                        | 2 000    |
| HK Homiel               | Homiel      | Palais des glaces de Homiel                       | 2 760    |
| HK Nioman Hrodna        | Hrodna      | Palais des glaces de Hrodna                       | 2 550    |
| Metallourg Jlobine      | Jlobine     | Palais des glaces du Metallurg                    | 2 018    |
| HK Lida                 | Lida        | Palais des sports de Lida                         | 1 000    |
| HK Mahiliow             | Mahiliow    | Palais des sports de Mahiliow                     | 3 048    |
| HK Iounost Minsk        | Minsk       | Tchyjowka-Arena                                   | 8 807    |
| HK Dynama-Maladetchna   | Maladetchna | Patinoire de Maladetchna                          | 2 000    |
| Khimik-SKA Navapolatsk  | Novapolatsk | Palais des sports et de la Culture de Navapolatsk | 1 400    |
| HK Lakamativ Orcha      | Orcha       | Palais des glaces d'Orcha                         | 3 500    |
| HK Chakhtsior Salihorsk | Salihorsk   | Palais des sports de Salihorsk                    | 1 800    |
| HK Vitebsk              | Vitebsk     | Palais des glaces de Vitebsk                      | 1 900    |